# Pec pod Sněžkou
Pec pod Sněžkou là một thị trấn thuộc huyện Trutnov, vùng Královéhradecký, Cộng hòa Séc.